# Bejís
Bejís – gmina w Hiszpanii, w prowincji Castellón, we wspólnocie autonomicznej Walencja, o powierzchni 42,35 km². W 2011 roku liczyła 415 mieszkańców.